# Sergej Kosorotov
Sergej Kosorotov (rusky Сергей Косоротов), (* 15. dubna 1965 Kujbyšev, Sovětský svaz) je bývalý reprezentant Sovětského svazu a Ruska v sambu a judu.

## Život
Narodil se v Samaře v Sovětském svazu, v té době se jmenovala Kujbyšev.

### Sportovní kariéra
Ve 12 letech se začal věnovat sambu. Začátkem 80. let v Samaře zpopularizoval Chabil Biktašev judo. Od roku 1986 se tak Kosorotov přeorientoval na boj v judogi. Připravoval se pod vedením Vjašeslava Archipova a do dvou let se stal členem sovětské reprezentace.
Od roce 1990 vystřídal na pozici reprezentační jedničky Grigorije Veričeva. Tehdejší reprezentační trenér judistů Vladimir Kaplin na něho spoléhal i v olympijském roce 1992. O účast na olympijských hrách v Barceloně však přišel kvůli dodatečné nominaci určené olympijským vedením Společenství nezávislých států. Svůj nominační zápas prohrál s Davitem Chachaleišvilim, který získal v Barceloně nakonec zlatou olympijskou medaili.
V dalších letech reprezentoval již samostatné Rusko a v roce 1996 si už nominaci na olympijské hry v Atlantě uniknout nenechal. Ve čtvrtfinále však podcenil mladého Číňana Liou Šeng-kanga a obsadil až 7. místo. Po olympijských hrách v Atlantě o své místo reprezentační jedničky přišel ve prospěch vycházející hvězdy těžké váhy Tamerlana Tmenova.
Sportovní kariéru ukončil po roce 1999, ale i v dalších letech si udržoval výbornou fyzickou kondici. Žije v Moskvě a věnuje se trenérské práci.

## Výsledky

### Váhové kategorie
| Turnaj             | Sovětský svaz | Sovětský svaz | Sovětský svaz | Rusko      | Rusko      | Rusko      | Rusko      | Rusko      | Rusko      | Rusko      | Rusko      |
| Turnaj             | 1989          | 1990          | 1991          | 1992       | 1993       | 1994       | 1995       | 1996       | 1997       | 1998       | 1999       |
| Turnaj             | 24            | 25            | 26            | 27         | 28         | 29         | 30         | 31         | 32         | 33         | 34         |
| Turnaj             | těžká váha    | těžká váha    | těžká váha    | těžká váha | těžká váha | těžká váha | těžká váha | těžká váha | těžká váha | těžká váha | těžká váha |
| ------------------ | ------------- | ------------- | ------------- | ---------- | ---------- | ---------- | ---------- | ---------- | ---------- | ---------- | ---------- |
| Olympijské hry     |               |               |               | —          |            |            |            | 7.         |            |            |            |
| Mistrovství světa  | —             |               | 1.            |            | 3.         |            | úč.        |            | —          |            | —          |
| Mistrovství Evropy | —             | 1.            | 2.            | 2.         | 7.         | —          | 1.         | 2.         | —          | —          | —          |

### Bez rozdílu vah
| Turnaj             | 1989 | 1990 | 1991 | 1992 | 1993 | 1994 | 1995 | 1996 | 1997 | 1998 | 1999 |
| Turnaj             | 24   | 25   | 26   | 27   | 28   | 29   | 30   | 31   | 32   | 33   | 34   |
| ------------------ | ---- | ---- | ---- | ---- | ---- | ---- | ---- | ---- | ---- | ---- | ---- |
| Mistrovství světa  | —    |      | —    |      | —    |      | 2.   |      | 5.   |      | —    |
| Mistrovství Evropy | 3.   | —    | —    | —    | —    | —    | —    | —    | —    | —    | úč.  |